# 徐培深
徐培深（1778年—1858年），字資之，號松泉，贵州石阡人，清朝政治人物、同進士出身。

## 生平
嘉慶二十二年（1817年）丁丑科進士，二甲十二名，選翰林院庶吉士，散館改户部主事，官廣西道監察御史。
去职后，辗转扬州，受两江总督陶澍之聘，主讲乐仪、梅花书院。与同榜同乡进士成世瑄、张海澜并称“石阡三杰”。